# Dolaizon
Pour les articles homonymes, voir Dolaizon (homonymie).
Le Dolaizon ou Dolaison est un ruisseau du département Haute-Loire, en région Auvergne-Rhône-Alpes, et un affluent droit de la Borne, c'est-à-dire un sous-affluent de la Loire.

## Géographie

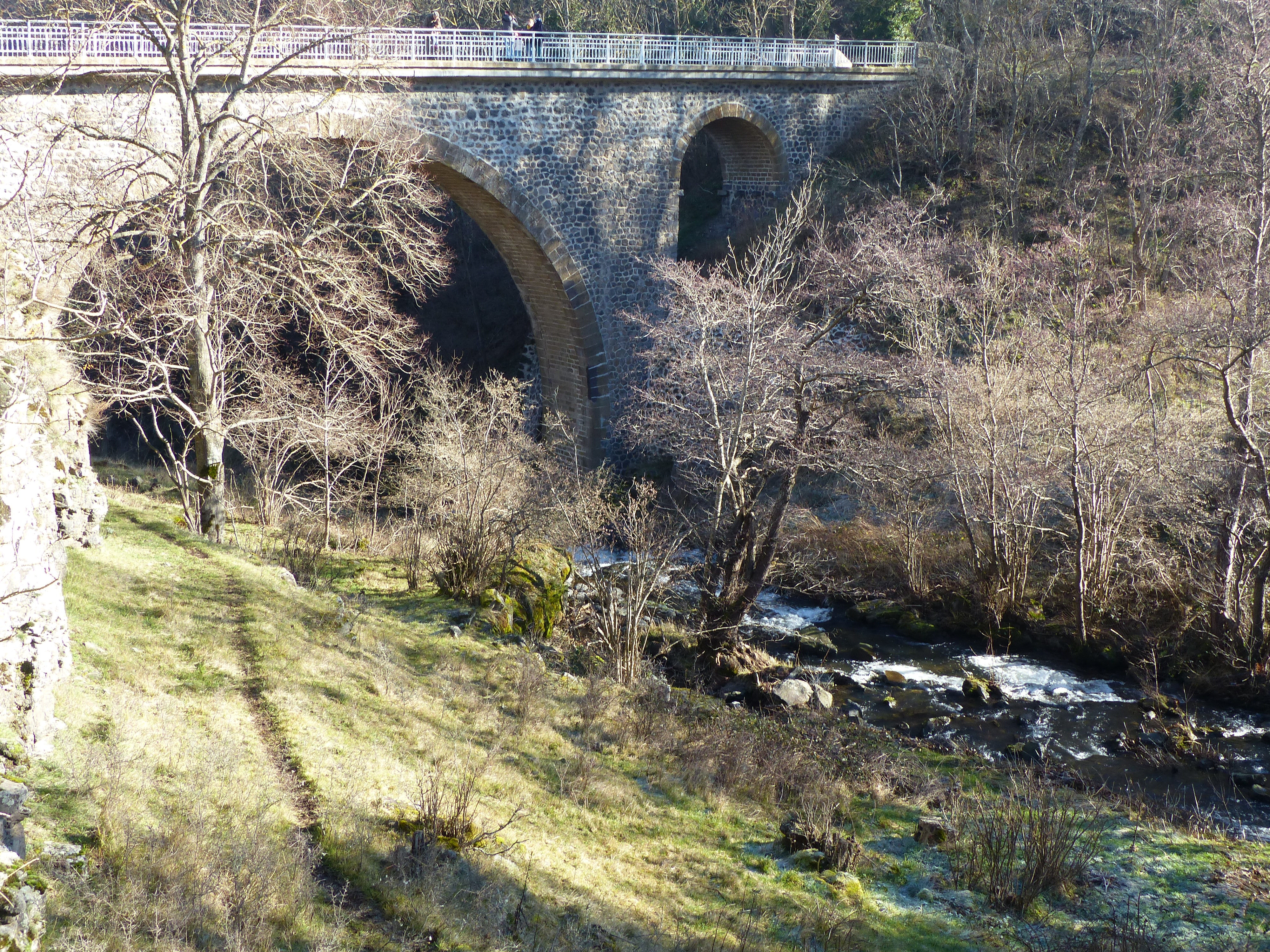
Le pont de la Roche en partie haute des gorges du Dolaizon, à Saint-Christophe-sur-Dolaizon.

De 14,8 kilomètres de longueur, le Dolaizon prend sa source sur la commune de Saint-Christophe-sur-Dolaison (avec un 's') à 875 mètres d'altitude au sud du Massif du Devès. Sur cette première partie haute, il traverse des gorges étroites dite gorges du Dolaizon et se termine par la cascade de la Roche et le pont de la Roche à 800 m d'altitude.
Il coule globalement du sud-ouest vers le nord-est.
Il conflue en rive droite à 611 mètres d'altitude au nord-est de la ville du Puy-en-Velay, juste après être passé à l'ouest de la gare ferroviaire et à l'est du lycée du Puy.
Les cours d'eau voisins sont la Gagne au sud et la Borne au nord, le ruisseau de Ceyssac — un affluent droit de la Borne — à l'ouest et la Loire à l'est.

## Communes et cantons traversés
Dans le seul département de la Haute-Loire, le Dolaizon traverse quatre communes et trois cantons :
- dans le sens amont vers aval : Saint-Christophe-sur-Dolaison (source) Vals-près-le-Puy, Le Puy-en-Velay, Chadrac, (confluence).

Soit en termes de cantons, le Dolaizon prend source dans le canton de Solignac-sur-Loire, traverse le canton du Puy-en-Velay-Sud-Ouest, conflue dans le canton du Puy-en-Velay-Nord, le tout dans l'arrondissement du Puy-en-Velay.

## Affluents
Le Dolaizon a un seul tronçon affluent référencé :
- le ruisseau de la Roche (rg), 7,4 km, sur les deux communes de Bains (source) et Saint-Christophe-sur-Dolaison (confluence)[9].

Géoportail signale néanmoins :
- le Riou (rd), 5 km, sur les trois communes de Saint-Christophe-sur-Dolaison (source), Le Puy-en-Velay, Vals-près-le-Puy (confluence).

Le rang de Strahler est donc de deux.

## Bassin versant
La superficie du bassin versant La Borne de la Freycenette (NC) à la Loire (NC) (K025) est de 430 km2. Le bassin versant est composé de 72,12 % de territoires agricoles, de 24,53 % de forêts et milieux semi-naturels, de 3,22 % de territoires artificialisés, et de 0,06 % de surfaces en eau.
Selon l'ODE 43 ou Observatoire départemental de l'Eau de la Haute-Loire, le bassin versant du Dolaizon est de 62 km2.

## Hydrologie

### Le Dolaizon à Vals-près-le-Puy
La station K0258010 - Le Dolaizon à Vals-près-le-Puy, est en service depuis 14 ans, - depuis 2001 - pour un bassin versant de 43,4 km2, à 650 m d'altitude.
Le module à Vals-près-le-Puy est de 0,277 m3/s.
Le régime hydrologique est donc de type régime pluvio-nival.

### Étiage ou basses eaux
À l'étiage, c'est-à-dire aux basses eaux, le VCN3, en cas de quinquennale sèche s'établit à 0,092 m3/s, ce qui reste confortable,.

### Crues
Sur cette courte période d'observation, le débit journalier maximal a été observé le 2 novembre 2008 pour 20,30 m3/s. Le débit instantané maximal a été observé le même 2 novembre 2008 avec 58,10 m3/s en même temps que la hauteur maximale instantanée de 155 cm soit 1,55 m.
Le QIX 10 est de 28 m3/s et le QIX 20 est de 34 m3/s, alors que le QIX 2 est de 11 m3/s et le QIX 5 de 21 m3/s.

### Lame d'eau et débit spécifique
La lame d'eau écoulée dans cette partie du bassin versant de la rivière est de 202 millimètres annuellement, ce qui est inférieur d'un tiers à la moyenne en France. Le débit spécifique (Qsp) atteint 6,4 litres par seconde et par kilomètre carré de bassin.

## Organisme gestionnaire
L'organisme gestionnaire est le SICALA Haute-Loire.

## Pêche et AAPPMA

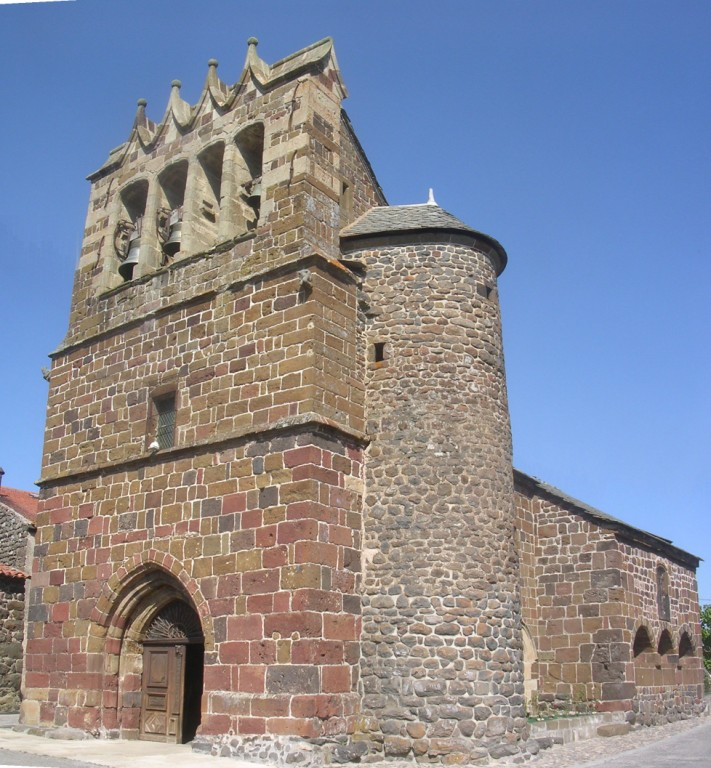
L'Église Saint-Christophe de Saint-Christophe-sur-Dolaison.

Le Dolaizon est couvert par l'AAPPMA du Puy-en-Velay concernant la Borne et ses affluents. C'est un cours d'eau de première catégorie.

## Écologie et ZNIEFF
La vallée du Dolaizon est une ZNIEFF de type I, de 213 hectares décrite depuis 1984, sur les deux communes de Saint-Christophe-sur-Dolaizon, et Vals-près-le-Puy
L'état écologique est bon.

## Aménagements
Son débit régulier et sa forte pente faisait tourner de nombreux moulins.

## Toponyme
Le Dolaizon a donné son hydronyme -avec un s au lieu d'un z- à la commune suivante : Saint-Christophe-sur-Dolaison.